# Cymodusa nigra
Cymodusa nigra är en stekelart som beskrevs av Sedivy 1965. Cymodusa nigra ingår i släktet Cymodusa och familjen brokparasitsteklar. Inga underarter finns listade i Catalogue of Life.